# 安娜·蒂特利奇
安娜·蒂特利奇（1952年6月13日—），克罗地亚女子手球运动员。她曾代表南斯拉夫国家队参加1980年夏季奥林匹克运动会手球比赛，获得一枚银牌。